# Antonio de Berenguer y de Novell
Antoni Francesc de Berenguer  i de Novell (siglo XVII, -siglo Lleida XVIII) fue un noble español austracista durante la Guerra de Sucesión Española, fue diputado militar de la Diputación del General del Principado de Cataluña siendo uno de los principales dirigentes de la Campaña de Cataluña (1713-1714).

## Biografía
Participó en la Junta de Brazos de Cataluña celebrada en julio de 1713 por la que el Principado declaró la continuación de la guerra contra Felipe V y contra Francia. Fue extraído diputado militar de la Diputación del General el 22 de julio de 1713, cargo que aceptó a pesar de su avanzada edad. Con el Principado de Cataluña ocupado por las tropas borbónicas de Felipe V, fue nombrado representante político de la expedición militar que comandó el general Rafael Nebot en agosto de 1713. La expedición transcurrió por numerosos pueblos del Maresme, la Selva, el Vallés, Osona, la Garrocha, el Alto Urgel y el Pallars, pero fue de resultados infructuosos y acabó en desastre. A su retorno a Barcelona se organizó un tribunal de guerra en su contra y fue condenado a arresto domiciliario.